# SuriPop III
SuriPop III was een muziekfestival in Suriname in 1984.
De finale werd gehouden in Paramaribo. Henk Mac Donald won dit jaar de Jules Chin A Foeng-trofee met zijn lied Gi yu. Het werd gezongen door Rudolf Heidanus.

## Finale
In de voorselectie koos de jury twaalf liederen. Deze kwamen in de finale uit en werden op een muziekalbum uitgebracht. Op het album uit 1984 stonden de volgende nummers:
| Nr. | Lied                         | Duur |
| --- | ---------------------------- | ---- |
| A1  | Wroko nanga bun firi         | 4:01 |
| A2  | Gi yu                        | 4:57 |
| A3  | All the days of my life      | 3:14 |
| A4  | Mek' wi dansi                | 3:48 |
| A5  | Froktubon                    | 4:14 |
| A6  | Suzie                        | 4:10 |
| B1  | Uma                          | 3:14 |
| B2  | Time will only let them grow | 3:57 |
| B3  | Hamida                       | 3:33 |
| B4  | Luku fa wan man...           | 4:13 |
| B5  | Don't forget tomorrow        | 4:32 |
| B6  | Boni doro                    | 4:07 |

I (1982) · II (1983) · III (1984) · IV (1986) · V (1988) · VI (1990) · VII (1992) · VIII (1994) · IX (1996) · X (1998) · XI (2000) · XII (2002) · XIII (2004) · XIV (2006) · XV (2008) · XVI (2010) · XVII (2012) · XVIII (2014) · XIX (2016) · XX (2018) · XXI (2022) · Kerstsongeditie (2023) · XXII (2024)